# Maxence Parrot
Maxence (Max) Parrot (Cowansville, 6 juni 1994) is een Canadese snowboarder. Hij vertegenwoordigde zijn vaderland op de Olympische Winterspelen 2014 in Sotsji, op de Olympische Winterspelen 2018 in Pyeongchang en op de Olympische Winterspelen 2022 in Peking.

## Carrière
Bij zijn wereldbekerdebuut, in oktober 2011 in Londen, scoorde Parrot direct wereldbekerpunten. In februari 2012 stond hij in Stoneham-et-Tewkesbury voor de eerste maal in zijn carrière op het podium van een wereldbekerwedstrijd. Op de Winter X Games XVII in Aspen behaalde de Canadees de zilveren medaille op het onderdeel big air. Op 19 januari 2014 boekte Parrot in Stoneham-et-Tewkesbury zijn eerste wereldbekerzege. In Aspen nam de Canadees deel aan de Winter X Games XVIII. Op dit toernooi won hij zowel het onderdeel big air als het onderdeel slopestyle. Tijdens de Olympische Winterspelen 2014 eindigde Parrot op de vijfde plaats op het onderdeel slopestyle.
Tijdens de Olympische Winterspelen van 2018 in Pyeongchang veroverde Parrot de zilveren medaille op het onderdeel slopestyle, daarnaast eindigde hij als negende op het onderdeel big air. Een paar maanden na de Spelen werd de ziekte van Hodgkin bij hem geconstateerd, in 2019 werd hij na een behandeling hiervan genezen verklaard. In 2022 werd hij bij de Olympische Winterspelen in Peking olympisch kampioen op de slopestyle.

## Resultaten

### Olympische Winterspelen
| Jaar | Plaats      | Resultaten              |
| ---- | ----------- | ----------------------- |
| 2014 | Sotsji      | 5e Slopestyle           |
| 2018 | Pyeongchang | 9e Big air · Slopestyle |

### Wereldbeker
Eindklasseringen
| Seizoen   | Algm   | BA     | SBS    |
| --------- | ------ | ------ | ------ |
| 2011/2012 | 13e    | 20e    | Brons  |
| 2012/2013 | 5e     | 6e     | 4e     |
| 2013/2014 | 4e     | –      | Zilver |
| 2015/2016 | Brons  | Goud   | –      |
| 2016/2017 | Zilver | Zilver | 12e    |
| 2017/2018 | 15e    | 4e     | –      |
| 2018/2019 | 83e    | 31e    | –      |
| 2019/2020 | 32e    | 7e     | –      |

Wereldbekerzeges
| Datum            | Plaats          | Onderdeel  |
| ---------------- | --------------- | ---------- |
| 19 januari 2014  | Stoneham        | Slopestyle |
| 11 februari 2016 | Boston          | Big air    |
| 13 februari 2016 | Quebec          | Big air    |
| 17 december 2016 | Copper Mountain | Big air    |
| 20 januari 2017  | Laax            | Slopestyle |
| 24 maart 2018    | Quebec          | Big air    |
| 14 december 2019 | Peking          | Big air    |
| 9 januari 2021   | Kreischberg     | Big air    |